# Distretto di Wels-Land
Il distretto di Wels Land (in tedesco: Bezirk Wels Land) è uno dei distretti dello stato austriaco dell'Alta Austria. Il capoluogo, pur non appartenendo al distretto, è Wels, il centro maggiore distrettuale è Marchtrenk.

## Geografia antropica
Il distretto si divide in 24 comuni di cui 1 con status di città e 9 con diritto di mercato.

### Città
1. Marchtrenk (11.288)

### Comuni mercato
1. Bad Wimsbach-Neydharting (2.360)
2. Buchkirchen (3.648)
3. Gunskirchen (5.296)
4. Lambach (3.242)
5. Offenhausen (1.546)
6. Sattledt (2.241)
7. Stadl-Paura (4.869)
8. Steinerkirchen an der Traun (2.149)
9. Thalheim bei Wels (4.971)

### Comuni
1. Aichkirchen (497)
2. Bachmanning (638)
3. Eberstalzell (2.190)
4. Edt bei Lambach (2.082)
5. Fischlham (1.258)
6. Holzhausen (642)
7. Krenglbach (2.644)
8. Neukirchen bei Lambach (830)
9. Pennewang (859)
10. Pichl bei Wels (2.726)
11. Schleißheim (941)
12. Sipbachzell (1.713)
13. Steinhaus (1.801)
14. Weißkirchen an der Traun (2.655)

(Popolazione al 15 maggio 2001)